# Sommet de l'Asie orientale
Le Sommet de l'Asie orientale (East Asia Summit ou EAS) est une enceinte de sécurité régionale qui se tient chaque année entre les chefs d'Etat ou de gouvernement de dix-huit pays de l'Asie orientale et de la région proche. L'Association des nations de l'Asie du Sud-Est (l'ASEAN) jouant un rôle central (ASEAN centrality), le sommet se tient après les réunions annuelles des chefs d'Etat ou de gouvernement des pays de l'ASEAN (sommet de l'ASEAN). Le premier sommet s'est tenu à Kuala Lumpur le 14 décembre 2005 et le 12e sommet s'est tenu aux Philippines (13-14 novembre 2017). 
Les 18  membres sont :
- les dix membres de l'ASEAN
  -  Indonésie
  -  Malaisie
  -  Philippines
  -  Singapour
  -  Thaïlande
  -  Brunei
  -  Viêt Nam
  -  Laos
  -  Birmanie
  -  Cambodge

Les pays membres de l'ASEAN sont en bleu, les trois pays additionnels ASEAN Plus Three en rouge, les pays membres de l'EAS uniquement en vert. La Russie, pays observateur, est en orange.

- les trois membres additionnels de l'ASEAN Plus Three
  -  Japon
  -  Corée du Sud
  -  Chine
- plus 
  -  Australie
  -  Nouvelle-Zélande
  -  Pakistan
  -  États-Unis (2011)
  - 🇷🇺 Russie